# هارون لابونتي
هارون لابونتي (بالإنجليزية: Aaron Labonte)‏ هو لاعب كرة قدم بريطاني في مركز الدفاع، ولد في 27 نوفمبر 1983 في ميدلزبرة في المملكة المتحدة. لعب مع دونفرملين أثلتيك ونادي فين هاربز.

## وصلات خارجية
- هارون لابونتي على موقع قاعدة بيانات كرة القدم.إي يو (الإنجليزية)
- هارون لابونتي على موقع Soccerbase.com (لاعب) (الإنجليزية)